# 島内裕子
島内 裕子（しまうち ゆうこ、1953年 - ）は、日本の国文学者。専門は、中世文学・日本文学・『徒然草』研究。学位は、博士（文学）（東京大学・論文博士・2008年）（学位論文「徒然草文化圏の生成と展開」）。放送大学教授（2024年3月まで）、同大学名誉教授。

## 来歴
東京都出身。1979年、東京大学文学部国文科卒業、1987年、同大学大学院人文科学研究科国語国文学専門課程博士課程を単位取得退学。
1991年放送大学助教授、2007年同准教授、2009年同教授、2024年同名誉教授。
2008年に「徒然草文化圏の生成と展開」で東京大学より博士（文学）の学位を授与される。
『徒然草』を専門にしているが、吉田健一、森茉莉にも関心が深い。夫は古典文学研究者の島内景二。

## 著書
- 『美しい時間 - ショパン・ローランサン・吉田健一』（書肆季節社） 1990
- 『徒然草の変貌』（ぺりかん社） 1992
- 『徒然草の内景 若さと成熟の精神形成』（放送大学） 1994
- 『徒然草の遠景 文学の領域とその系脈』（放送大学） 1998
- 『日本文学における住まい』（放送大学） 2004
- 『兼好 露もわが身も置きどころなし』（ミネルヴァ書房、ミネルヴァ日本評伝選） 2005
- 『日本文学の読み方』（放送大学） 2009
- 『徒然草をどう読むか』（左右社） 2009
- 『徒然草文化圏の生成と展開』（笠間書院） 2009
- 『日本文学概論』（放送大学） 2012
- 『方丈記と徒然草』（放送大学教育振興会）　2018
- 『樋口一葉 伝統的美意識を凌駕する早逝の天才歌人』（笠間書院、コレクション日本歌人選066） 2019
- 『響映する日本文学史』（左右社、放送大学叢書） 2020
- 『日本文学の研究史』（放送大学教育振興会) 2021 - 大学院教材
- 『樋口一葉の世界』（放送大学教育振興会） 2023
- 『枕草子の世界』（放送大学教育振興会） 2024

### 編著
- 『中世の日本文学』（久保田淳共編、放送大学） 1995
- 『国文学入門』（堤精二共著、放送大学） 1996
- 『中世日本文学の風景』（久保田淳、放送大学） 2000
- 『西行と兼好 乱世を生きる知恵』（ウェッジ選書） 2001
- 『日本の散文 古典編』（三角洋一, 松尾葦江共著、放送大学） 2003
- 『ロンドンの味』（吉田健一、講談社文芸文庫） 2007
  - 『英国の青年』、『おたのしみ弁当』（同上） 2014 - 各・著書未収録のエッセイ集成
- 『日本の近代文学』（安藤宏共編著、放送大学） 2009
- 『和歌の心と情景』（渡部泰明共編著、放送大学） 2010
- 『和歌文学の世界』（渡部泰明共編著、放送大学） 2014
- 『徒然草』（兼好、校訂・訳、ちくま学芸文庫） 2010
- 『枕草子』上・下（清少納言、校訂・訳、ちくま学芸文庫） 2017